# Palača Garnier
Palača Garnier, znana tudi kot Opéra Garnier, je (poleg Opéra Bastille) ena od dveh pariških opernih hiš, ki sta podrejeni državni ustanovi Opéra National de Paris. Odprta je bil leta 1875 in stoji na desnem bregu Sene v 9. okrožju. Ime je dobila po svojem arhitektu Charlesu Garnierju. Od odprtja Opéra Bastille leta 1989 se palača Garnier uporablja predvsem za baletne predstave hišnega Ballet de l'Opéra de Paris, vendar še vedno izvaja tudi klasične opere.

## Nastanek
Palača je bila zgrajena med letoma 1860 do 1875 pod vodstvom gradbenega mojstra in arhitekta Charlesa Garnierja po naročilu Napoleona III.. Neposredni povod za novogradnjo je bil neuspeli atentat na Napoléona 14. januarja 1858, ko sta s cesarico obiskala takratno operno hišo Salle de la rue Lepeletier. Palača Garnier ima svoj vhod za cesarja; lahko je izstopil iz paviljona in prišel do svoje lože brez stika z občinstvom.
Garnier se je držal zunanje zasnove, v kateri so jasno razvidne notranje funkcije, in oživil tradicionalni proskenij, ki ga je obdal z veličastnim okoljem, prizoriščem poželenja in razkošja za slavo cesarskega dvora in zmagoslavnega ljudstva.
Lokacijo je določil prefekt Georges-Eugène Haussmann kot del tedanjega preoblikovanja metropole. Leta 1858 je bil izveden arhitekturni natečaj; poslana dela so bila anonimizirana. Mladi neznani Garnier je presenetljivo zmagal na tem tekmovanju. Težka in dolgotrajna gradbena dela so se začela leta 1860. Težave je povzročalo tudi gradbeno zemljišče, saj je bilo zaradi visoke podtalnice težko zavarovati temelje. Pod stavbo opere je zbiralnik podtalnice, ki ga morajo gasilci redno preverjati in črpati.
Gradnjo sta zavlekla tudi vojna 1870/71 in padec cesarstva. Po požaru v obstoječi operni hiši leta 1873 se je vlada Tretje republike odločila, da bo stavbo dokončala. Novo opero so slovesno odprli 5. januarja 1875.
- Osnutek in risba modela
- Vzdolžni prerez

## Arhitektura
S svojim neobaročnim slogom, ki je v notranjosti razkošno okrašen, je bila palača edinstvena med tedanjimi pariškimi stavbami, ki sta jih zaznamovala predvsem neoklasicizem in historicizem. Gradbeni mojster je želel s palačo ustvariti svoj slog Napoleona III., pri čemer je posebej upošteval dejstvo, da je bil obisk opere v 19. stoletju predvsem družabni dogodek. Vse je bilo videti in biti viden. V skladu s temi potrebami je arhitekt ustvaril ustrezen »oder« za »sprehajanje« občinstva s spektakularnim marmornim stopniščem, velikim preddverjem, okroglim Salonom du Glacier in končno ogromnim avditorijem, okrašenim v rdečih in zlatih tonih. Zaradi podkvaste oblike dvorane je pogled na oder slabši, čim dlje ob robu se sedi, a pogled v nasprotne lože je brezhiben. Takrat tudi ni bilo v navadi, da bi na začetku predstave ugasnili luči v dvorani, da bi se lahko osredotočili na dogajanje na odru. Pomen tega »videti in biti viden« se odraža tudi v Garnierjevem gradbenem načrtu: za preddverje in stopnišče je načrtoval podobno količino prostora kot za celotno odrsko površino, velikost Velikega preddverja z galerijami pa približno ustreza avditoriju.
- Splošni pogled na stopnišče, gravura, 1880
- Veliko stopnišče
- Veliko stopnišče (escalier d'honneur)
- Veliko stopnišče od zgoraj

Do otvoritve Opéra Bastille leta 1989 je bila palača Garnier največja gledališka stavba na svetu (čeprav imata Dunajska državna opera in La Scala v Milanu več sedežev). Tlorisna površina je 11.237 kvadratnih metrov, prostora je za 1900 gledalcev, dvorano osvetljuje osemtonski kristalni lestenec, stopnišče je okrašeno z več kot 30 različnimi vrstami marmorja.
Zunaj obokani stebri spodnje fasade podpirajo alegorične kiparske dekoracije: lirično Poezijo, Glasbo, Idilo, Deklamacijo, Pesem, Dramo, Ples in Lirično dramo. Nad lokom so medaljoni s podobami Cimarose, Haydna,  Pergolesija in Bacha. V nišah nad ložo so pozlačeni bronasti doprsni kipi velikih skladateljev (Halévy, Meyerbeer, Rossini, Auber, Spontini, Beethoven in Mozart). Na podstrešju stojijo bronaste skupine lirične poezije z muzami in geniji slave. Ogromno kupolo krona Apolonov kip, ki ga obdajajo figure Pegaza. Stransko in zadnjo fasado obdaja relief dveh prepletenih pasov meandra, ki sta v višini zgornjih okenskih polic. Podoben relief, ki spominja na vklenjene svastike, najdemo tudi v traktu Sully v Louvru, vendar znotraj kot zaključek stenske obloge pod robovi oken.
Leta 1964 je minister za kulturo André Malraux naročil 77-letnemu Marcu Chagallu, da oblikuje novo stropno poslikavo v kupoli nad avditorijem. Vendar pa izvirna stropna poslikava velikosti 240 kvadratnih metrov ni bila izgubljena, ampak je še vedno za Chagallovo, ki je delal na dvanajstih segmentih platna, vgrajenih v kupolo in pritrjenih na plastično konstrukcijo. Chagallov umetniški dosežek je splošno priznan; slogovni prelom med Chagallovim stropom, ki naj bi predstavljal barvito »hvalnico glasbi«, in arhitekturno ornamentiko je pogosto obravnavan. Chagall, ki je svoje načrte izvajal med januarjem in avgustom 1963, je na svoji sliki obravnaval 14 slavnih skladateljev in njihova največja dela ter upodobil samega sebe s slikarsko paleto in čopičem. Izvedeno junija 1964 v delavnici Manufacture des Gobelins.
Osnutek izvirne stropne poslikave z modro podlago Julesa Eugèna Lenepveuja iz leta 1872 s ciklom mitoloških oseb si lahko ogleda v galeriji slik v muzeju palače Garnier. Slika Lenepveja, sestavljena iz 24 bakrenih plošč in dvakrat restavrirana v prvi polovici 20. stoletja, vključuje 63 figur, ki predstavljajo muze ter ure dneva in noči.
Kontroverzne razprave so izbruhnile leta 2015, potem ko so obiskovalci hiše našli del odstranjenih predelnih sten lož. Vsaka od treh prejšnjih lož je tvorila večjo ložo. Opéra National de Paris je zagovarjala svoj pristop s precejšnjim izboljšanjem vidljivosti na odru, ki je bilo doseženo za zadevne sedeže. Že Charles Garnier je načrtoval nov način odstranjevanja predelnih sten po potrebi. 
V zgodovini arhitekture velja palača Garnier za najboljši primer gradnje gledališč. Pogosto je bila model za kasnejše stavbe; na primer, pročelje gledališča Theater des Westens, dokončanega v Berlinu leta 1896, je presenetljivo podobno pročelju pariške operne hiše.

## Fantom iz opere
Ta operna hiša je izvirno prizorišče zgodbe o Fantomu iz opere. Pravo ozadje so skrivnostni zvoki iz podzemlja med prvimi predstavami in nikoli do konca pojasnjena nesreča, v kateri je 20. maja 1896 padla protiutež težkega lestenca in ubila 56-letno vratarko Madame Chomette iz Rue. Rochechouart. Ti dogodki in strah gledališčnikov pred srhljivo kletjo, njenimi labirintnimi hodniki in neznanim zbiralnikom podtalnice so ustvarili mit o »opernem duhu«. Podzemne vode, po katerih pluje barka Fantoma iz opere, res obstajajo in jih je treba še danes redno črpati. Loža 5, ki si jo lasti Fantom iz opere, je ustrezno označena in si jo je mogoče ogledati od zunaj (prvo nadstropje, skrajno levo).
- Galerie
- Avditorij
- Preddverje za občinstvo
- Stropna freska velikega preddverja
- Stropni mozaik
- Apolonov kip z Glasbo na levi in Poezijo na desni na strehi Opére Garnier
- Fasadni detajl: alegorična koreografija
- Restavracija Opera
- Operni trg

## V literaturi
- Gérard Fontaine: Le grand théâtre national de Pékin: Comment réussir un opera de Charles Garnier à Paul Andrieu. Izdaje Agnès Viénot, Pariz 2003, ISBN 2-914645-09-0, (francoščina).
- Gérard Fontaine: L'Opéra de Charles Garnier. Éditions du patrimoine – Center des monuments nationaux, Pariz 2015, 63 str., ISBN 978-2-7577-0094-5, (francoščina).
- Anselm Gerhard: Urbanizacija opere. Pariz in glasbeno gledališče 19. stoletja. Metzler Verlag, Stuttgart 1998, ISBN 3-476-00850-9.
- Martine Kahane, Thierry Beauvert: Pariška opera. "Palais Garnier", popolna umetnina. Predgovor Christa Ludwig. Fotografije Jacquesa Moattija. Prevod Wiebke Schmaltz. Wasmuth, Tübingen 1988, ISBN 3-8030-0144-7, ilustrirana knjiga.
- Antoine Pecqueur: Najlepše operne hiše na svetu. Fotografije Guillaume de Laubier. Prevod Annegret Hunke-Wormser. Knesebeck, München 2013, 240 strani, ISBN 978-3-86873-641-0, kazalo, fotografije notranjosti, strani 135-144, foto knjiga.
- Monika Steinhauser: Arhitektura pariške opere. Študije o zgodovini njihovega nastanka in njihovem položaju v zgodovini arhitekture. (= Študije o umetnosti devetnajstega stoletja, zvezek 11.) Disertacija na Univerzi v Freiburgu. Prestel Verlag, München 1969, OCLC 462368990.

## V filmu / serijah
- Prepovedana vrata. (OT: L'âge heureux) Baletni film, otroški film, TV serija (4 × 52 min.), Francija, 1966.
- Pariška Opéra Garnier. (OT: L'Opéra Garnier) Dokumentarni film, Francija, 1999, 28 min., režija: Stan Neumann, produkcija: arte France, Les Films d'ici, serija: Baukunst, nemška prva predvajanja: 16. junij 2001 avtor arte , sinopsis arte, (Memento z dne 18. aprila 2013 v spletnem arhivu archive.today).
- Cesarjeva nova opera. (OT: Un opéra pour un empire) Dokumentarni film, Francija, 2020, 89:00 min., Scenarij in režija: Patrick Cabouat, Produkcija: arte France, Bel Air Media, Fulldawa Production, Prva predvajanja: 30. januar 2021 avtor arte, sinopsis ARD.
- Najdi me v Parizu, britanska TV serija, 78 epizod v treh sezonah, 2018-2020
- L'Opéra - Ples v Parizu, francoska TV serija, 8 epizod v eni sezoni, 2021